# Laholmsnäset
Laholmsnäset este o arie protejată (arie specială de conservare — SAC, sit de importanță comunitară — SCI) din Suedia întinsă pe o suprafață de 94,5 ha, integral pe uscat.

## Localizare
Centrul sitului Laholmsnäset este situat la coordonatele 63°54′27″N 15°22′35″E / 63.9075°N 15.3763°E.

## Înființare
Situl Laholmsnäset a fost declarat sit de importanță comunitară în ianuarie 2002 pentru a proteja 2 specii de plante. Situl a fost protejat și ca arie specială de conservare în martie 2011.

## Biodiversitate
Situată în ecoregiunea boreală, aria protejată conține 2 habitate naturale: Taiga vestică, Mlaștini alcaline.
La baza desemnării sitului se află mai multe specii protejate de  plante (2): Calamagrostis chalybaea, papucul doamnei (Cypripedium calceolus).